# Kelloggella oligolepis
Kelloggella oligolepis es una especie de peces de la familiaGobiidae.

## Morfología
Los machos pueden llegar a alcanzar los 1,8 cm de longitud total.

## Hábitat
Es un pez de mar y, de clima subtropical y demersal.

## Distribución geográfica
Es una especie endémica de las islas Hawái.